# Christiane Ziegler
Pour les articles homonymes, voir Ziegler.
Christiane Ziegler, née le 3 mai 1942 à L'Isle-sur-la-Sorgue, est une égyptologue française, conservateur général, directrice honoraire du département des antiquités égyptiennes du musée du Louvre et directrice de la publication de la mission archéologique du musée du Louvre à Saqqarah (Égypte).

## Biographie
Christiane Ziegler est agrégée d'histoire. Elle a soutenu à l'Université Paris IV, sous la direction du professeur Nicolas Grimal, une thèse de doctorat « nouveau régime » portant sur les collections du Département des Antiquités Égyptiennes du Louvre qu'elle a dirigé de 1993 à mai 2007.
En 2007, elle a reçu le Prix Gaston Maspero décerné par l’Académie des inscriptions et belles-lettres pour son ouvrage Le Mastaba d’Akhethetep. Elle a en particulier étudié les monuments de l'époque des pyramides (inscriptions hiéroglyphiques, statues, peintures et reliefs des tombes), le site de Saqqarah, les arts du métal à l'époque pharaonique (bronzes et orfèvrerie) et consacré une monographie à la reine Tiyi, épouse d'Amenhotep III. 
Depuis 2008 elle dirige la publication des fouilles du Louvre à Saqqara : celle-ci comprend cinq gros volumes dont la parution aux éditions Peeters (Louvain) s'échelonnera de 2013 à 2018. Ils font le point sur les importantes découvertes qu'elle a faites au sud de la pyramide du pharaon Djéser. Le premier volume, paru en 2007, porte sur le mastaba d'Akhethétep. Le second paru en 2013 est consacré aux tombes hypogées de la Basse Époque.
Durant la période 1994-2004, elle a été directrice de l’Unité de Recherche Louvre/CNRS URA 1064 dont les travaux portent sur la région thébaine. Elle dirige depuis 1991 la mission archéologique du musée du Louvre à Saqqarah.
En Égypte, elle a participé à la création du musée d'Imhotep à Saqqarah et elle représente la France à la commission de l’UNESCO pour le musée des antiquités de Nubie à Assouan et le musée de la Civilisation égyptienne du Caire. 
Elle a également fondé en 1991 la Mission archéologique du Louvre à Saqqarah dont elle a dirigé les fouilles jusqu'en 2007. 
En France, Christiane Ziegler a, en particulier, créé les premiers ateliers pédagogiques du musée du Louvre (1982) et dirigé la rénovation du département égyptien du Louvre lors de l’opération « Grand Louvre ». Pour ces raisons elle a été nommée conseiller scientifique de l’Agence France-Muséums qui est chargée de la création du nouveau « Louvre Abou Dabi ».

## Distinctions
- Grande officière de l'ordre national du Mérite [4]
- Grande officière de la Légion d'honneur le 1er janvier 2020[5].

## Publications
- Ramsès le Grand, contribution (Paris, éd. Les Presses artistiques, 1976, 277 pp.).
- Les Animaux dans l'Égypte ancienne avec B. Letellier, (Lyon, 1977).
- Les Barbus au musée Bourdelle, (Paris, 1978).
- Egypt Golden Age, contribution (Boston, MFA editions, 1980,336 pp.).
- La Vie au bord du Nil, direction du volume et contribution majeure direction (Calais, 1980).
- Un siècle de fouilles françaises en Égypte, contribution (Paris, Palais de Tokyo, 1981).
- Musée du Louvre - Département des Antiquités Égyptiennes - Les instruments de musique égyptiens (Paris, éd. RMN-1979, 133 pp.).
- Naissance de l'écriture : cunéiformes et hiéroglyphes avec B. André (Paris, éd., RMN, 1982, 383 pp.).
- Jean François Champollion, l'écriture sacrée égyptienne, réédition commentée (Paris, éd.Institut d'Orient, 1984, 555 pp.).
- L'Égypte, in Histoire de l'art, sous la direction d'A. Chatelet et B. Groslier (Paris-Larousse-1re éd, 1985, 2e éd. 1988).
- Tanis, l’or des pharaons avec J. Yoyotte (Paris, AFAA 1987, 284 p .).
- Tanis, trésors des pharaons avec H. Stierlin (Fribourg, éd.Office du Livre ; Paris, éd. .du Seuil, 1987, 224p.).
- Vergessen Schatze der Pharaonen avec H.Stierlin (Munich-Hirmer-1987) édition allemande du précédent.
- Tanis, i tesori dei faraoni avec H.Stierlin (Milan-Mondadori, 1988) édition italienne du précédent.
- L'Égypte de Jean-François Champollion - Lettres et journaux de voyage, réédition commentée, photos de Hervé Champollion (Paris, éd. Jean Paul Mengès, 1989, 403 pp.).
- Musée du Louvre - Le département des Antiquités Égyptiennes, direction du volume et contribution majeure (Paris, éd Scala, RMN, 1re ed. 1990, 2e  ed.1997, 95 pp ; édition anglaise 1991).
- Musée du Louvre - Département des Antiquités Égyptiennes - Stèles, reliefs et peintures de l’Ancien Empire (Paris, éd. RMN, 1990, 375 p.).
- Le Mastaba d’Akhethetep, une chapelle funéraire de l’Ancien Empire (Paris, éd RMN, 1993, 237 p.).
- Egyptomania, l’Égypte dans l'art occidental, avec J.M. Humbert et M. Pantazzi, (Paris, éd RMN, 1994, 605 p .).
- Egyptomania, Egypt in Western Art, avec J.M. Humbert et M. Pantazzi (Ottawa, éd. National Gallery of Canada, 1994  , 607 pp.).
- Ägyptomanie, Ägypten in der europaïschen Kunst, avec J.M. Humbert et M. Pantazzi (Milan, éd Electa, 1994, 412 pp.).
- Musiques au Louvre, ouvrage collectif  (Paris, éd.RMN, 1994, 126 pp.).
- Les Antiquités égyptiennes 1, Égypte pharaonique. Guide du visiteur, direction du volume et contribution majeure (Paris, éd RMN, 1997, 182 pp.).
- Les Antiquités égyptiennes II, Égypte romaine, art funéraire. Antiquités coptes. Guide du visiteur, direction du volume (Paris, éd RMN, 1997, 126 pp.).
- L’Égypte au Louvre, direction du volume et contribution majeure (Paris, éd Hachette 1997, 261 pp.).
- Musée du Louvre - Département des Antiquités Égyptiennes - Les statues de l'Ancien Empire (Paris, éd. RMN, 1997, 341 pp.)
- La Petite encyclopédie de la musique, ouvrage collectif (Paris, éd du Regard, 1997, 287 pp.).
- Les Pyramides d’Égypte, avec J.P. Adam (Paris, éd Hachette, 1999, 213 pp.).
- L’Art de l’Ancien Empire égyptien, (direction du volume et contribution majeure), Actes du colloque organisé au musée du Louvre les 3-4 avril 1998 (Paris, éd musée du Louvre, la documentation française, 1999, 398 pp.).
- L’Art égyptien au temps des pyramides, (direction du volume et contribution majeure Paris, éd. RMN 1999, 415 pp).
- Egyptian Art in the Age of the Pyramids, codirection du volume avec D. Arnold et contribution majeure (New York, éd. Metropolitan Museum of Art, 1999, 536 p.).
- Les Trésors de Tanis, capitale oubliée des pharaons de l’an mille (Paris, éd Picard, collection Antiqua, 2001, 126 pp.).
- Art et Archéologie : l'Égypte ancienne, avec J.L Bovot, collection Manuels de l’école du Louvre (Paris, éd.. École du Louvre-La documentation française, 2001, 512 pp.).
- Le Scribe « accroupi », collection Solo (21) (Paris 2001, éd RMN, 56 pp.).
- De Saqqara au musée du Louvre: le mastaba d'Akhethetep (Égypte), avec J.P. Adam, collection « Grands sites archéologiques » (2002).(prix Moebius 2002)
- Le Louvre - Les Antiquités Égyptiennes, (Paris, éd. Scala, 2002, 96 pp.).
- I Faraoni, direction du volume et contribution majeure (Milan, Bompiani Arte 2002, 512 pp.).
- The Pharaohs (Londres, Thames and Hudson, 2002, édition anglaise du précédent).
- Les Pharaons (Paris, Flammarion , 2002, édition française du précédent).
- Éternelle Égypte, direction du volume et contribution majeure (Taiwan, éd.Jio Kuan , 2003, 296 pp.).
- Pharaon, direction du volume et contribution majeure (Paris, Flammarion, 2004, 316 pp.).
- Des dieux, des tombeaux, un savant: en Égypte sur les pas de Mariette Pacha, direction du volume(Paris, Somogy 2004, 303 pp.).
- L'Égypte : lettres et journaux du voyage (1828-1829) par Jean-François Champollion, photos Hervé Champollion(Paris; éd. de Lodi, 2005).
- Faraon, direction du volume (Madrid, Lunwerg, 2006, 186 pp.).
- L’Art égyptien, avec J.L.Bovot (Paris, Larousse 2006, 144 pp.).
- Fouilles du Louvre à Saqqara -  Vol. I -  Le mastaba d’Akhethetep, direction du volume et contribution majeure (Paris/musée du Louvre- Louvain/Peeters, 2007, 248 pp. (prix Gaston Maspero décerné par l’AIBL en 2007).
- Saqqara sous le sable ou le murmure des morts, direction et contribution majeure (Paris, ed. Ars Latina 2008).
- Reines d'Égypte, direction du volume et contribution majeure  (Paris, Somogy , 2008, 430 pp.).
- Queens of Egypt, Paris Somogy, 2008 (édition anglaise de l’ouvrage précédent).
- 50 ans d’expositions au Grand Palais, ouvrage collectif (Paris RMN , 2009, 207 pp.).
- Art et Archéologie : l'Égypte ancienne, avec J.L Bovot, (collection Manuels de l’école du Louvre, Paris, éd. École du Louvre-La documentation française, 2011, réédition mise à jour de l’édition 2001, 512 pp.).
- Fouilles du Louvre à Saqqara - Vol. II - La nécropole de Basse Époque (1) : les tombes-hypogées F7, F17, H, J 1,Q et N, direction du volume et contribution majeure, avec J.P. Adam, C. Bridonneau, G. Lecuyot (Paris-Louvain, coédition musée du Louvre-Peeters, 2013, 2 tomes, 750 pp.).

"Cleopatra and the queens of Egypt", avec la collaboration de Jiro Kondo, (Tokyo-Osaka 2015)